# Премия имени Н. В. Мельникова
Премия имени Н. В. Мельникова — премия, присуждаемая с 1992 года Российской академией наук. Присуждается Отделением геологии, геофизики, геохимии и горных наук за выдающиеся научные работы в области проблем комплексного освоения недр.

Премия названа в честь советского учёного в области горного дела Н. В. Мельникова.

## Лауреаты премии
- 1992 — Анатолий Тимофеевич Калашников — за серию работ в области комплексного освоения железорудного месторождения и создание ресурсосберегающих технологий
- 1993 — Валентин Алексеевич Чантурия — за серию работ в области комплексной переработки труднообогатимых руд сложного вещественного состава
- 1995 — Людмила Тимофеевна Крупская — за монографию «Охрана и рациональное использование земель на горных предприятиях Приамурья и Приморья»
- 1998 — Лев Александрович Пучков — за серию работ «Комплексное освоение газоносных угольных месторождений»
- 1998 — Нина Олеговна Каледина — за серию работ «Комплексное освоение газоносных угольных месторождений»
- 1998 — Николай Николаевич Красюк — за серию работ «Комплексное освоение газоносных угольных месторождений»
- 2001 — Виктор Леонтьевич Яковлев — за серию работ «Геотехнлологические аспекты проблемы комплексногоосвоения недр»
- 2004 — Климент Николаевич Трубецкой — за серию работ «Развитие теоретических основ комплексного освоения и сохранения недр в системе наук о Земле»
- 2004 — Давид Родионович Каплунов — за серию работ «Развитие теоретических основ комплексного освоения и сохранения недр в системе наук о Земле»
- 2004 — Николай Николаевич Чаплыгин — за серию работ «Развитие теоретических основ комплексного освоения и сохранения недр в системе наук о Земле»
- 2007 — Михаил Владимирович Курленя — за монографии «Геомеханика и техносфера» и «Техногенные геомеханические поля напряжений»
- 2013 — Евгений Григорьевич Аввакумов — за серию научных работ по теме «Применение механических методов активации для комплексной переработки природного и техногенного сырья»
- 2016 — Анатолий Александрович Козырев — за цикл работ по теории и методологии геоинформационного обеспечения комплексного освоения недр на основе методов геоконтроля
- 2016 — Валерий Николаевич Захаров — за цикл работ по теории и методологии геоинформационного обеспечения комплексного освоения недр на основе методов геоконтроля
- 2016 — Владимир Лазаревич Шкуратник — за цикл работ по теории и методологии геоинформационного обеспечения комплексного освоения недр на основе методов геоконтроля
- 2019 — Фёдор Дмитриевич Ларичкин — за цикл работ по теории и методологии обоснования экономической эффективности комплексного освоения недр и комбинированной многопродуктивной переработки минерального сырья